# بيك كريستال
بيك كريستال (بالفرنسية: Bic Cristal)‏ هو قلم حبر جاف غير مكلف ويمكن التخلص منه ويتم إنتاجه وبيعه بكميات كبيرة بواسطة شركة بيك التي مقرّها في كليشي بفرنسا. تم طرحه في عام 1950 وهو القلم الأكثر مبيعًا في العالم، حيث تم بيع رقم 100 مليار منه في سبتمبر 2006. لقد أصبح قلم الحبر النموذجي ويعتبر موجودًا في كل مكان، لدرجة أن متحف الفن الحديث بنيويورك جعله جزءًا دائمًا من مجموعته. يحاكي شكله وتصميمه السداسي قلم الرصاص القياسي ويباع بستة أنواع من النقاط و18 لونًا حول العالم.

## تاريخ
في عام 1944، قُرب نهاية الحرب العالمية الثانية، اشترى رجل الأعمال مارسيل بيك ‏ مصنعًا في كليشي، إحدى ضواحي شمال باريس، وقام مع شريكه التجاري إدوارد بوفارد بتأسيس شركة "PPA" (لاحقا ستُصبح شركة بيك) في عام 1945. خلال الحرب، رأى بيك قلمًا حبرًا جافًا تم تصنيعه في الأرجنتين بواسطة لاسلو بيرو بين عامي 1949 و1950، تم تصميم بيك كريستال بواسطة فريق تصميم (Décolletage Plastique) في شركة PPA. استثمرّ بيك في التكنولوجيا السويسرية القادرة على تشكيل المعدن حتى 0.01 ملليمتر (0.00039 بوصة)، والتي يمكن أن تنتج فولاذا مقاوما للصدأ يبلغ قطره ملليمتر واحد (0.039 بوصة) مما يسمح للحبر بالتدفق بحرية.  طوّر بيك لزوجة حبر لا تتسرب ولا تنسد، وبموجب براءة اختراع قلم حبر جاف مرخصة من لاسلو بيرو، أطلق بيك كريستال في ديسمبر 1950.
استثمر بيك بشكل كبير في الإعلان، وقام بتعيين مصمم الملصقات ريموند سافينياك في عام 1952، وفاز بجائزة الأوسكار الفرنسية للدعاية والإعلان. في عام 1953، نصح مدير الإعلانات بيير جويتشيني بيك بتقصير اسم عائلته إلى (Bic) باعتباره اسمًا تجاريًا للقلم يسهل تذكره وقابلاً للتكيف عالميًا، والذي يتناسب مع اتجاهات العلامات التجارية للمنتجات في حقبة ما بعد الحرب. أشارت إعلانات بيك المبكرة في فرنسا إلى كريستال باسم "القلم الذري" (Atomic pen). خلال الخمسينيات والستينيات من القرن الماضي، ساعد طرف الكتابة والتصميم المريح من بيك كريستال على تحويل السوق العالمية للأقلام من أقلام الحبر السائل إلى أقلام الحبر الجاف.
في عام 1959، جلب بيك القلم إلى السوق الأمريكية: وسرعان ما تم بيع قلم بيك بسعر 29 سنتًا (ما يعادل 3.03 دولارًا أمريكيًا في عام 2023) تحت شعار "يكتب لأول مرة، في كل مرة" (writes first time, every time). في عام 1965، وافقت وزارة التعليم الفرنسية على استخدام بيك كريستال في الفصول الدراسية.
في عام 1961، تم تقديم "بيك البرتقالي" (Bic Orange) الذي يتميز بنقطة دقيقة مقاس 0.8 مم (0.031 بوصة)، وأنبوب برتقالي بدلاً من الأنبوب الشفاف. تقوم شركة بيك بتصنيع هذا القلم في مصانعها الخاصة في أوروبا.
في سبتمبر 2006، تم إعلان بيك كريستال القلم الأكثر مبيعًا في العالم بعد بيع رقم 100 مليار منه.

## التصميم

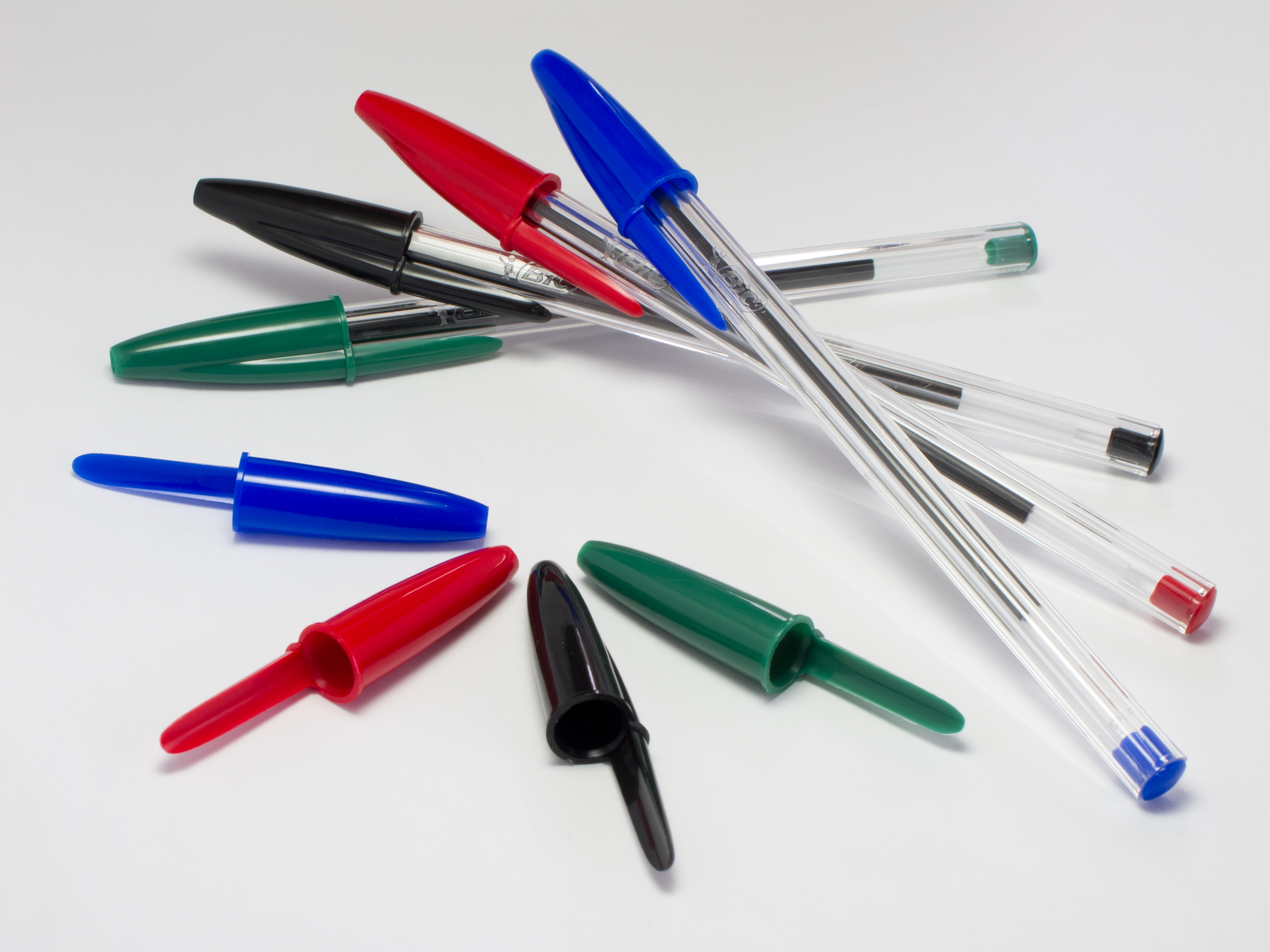
أربعة أقلام بيك كريستال وأغطية إضافية

أدخل متحف الفن الحديث في مدينة نيويورك التصميم الصناعي لبيك كريستال في المجموعة الدائمة للمتحف. شكله السداسي يشبه القلم الخشبي التقليدي ويمنحه القوة وثلاث نقاط للإمساك مما يوفر ثباتًا عاليًا في الكتابة. تُمكّن أسطوانة القلم المصنوعة من البوليسترين الشفاف وأنبوب بولي بروبيلين من معرفة مستوى الحبر. الاستثناء الوحيد هو قلم (BIC Cristal UP)، وهو قلم تم تسويقه بواسطة (Bic) والذي من المفترض أنه يخلق خطوطًا أكثر حيوية عند استخدامه. تحتوي هذه الأقلام على أسطوانة بيضاء، واعتمادًا على اللون الذي يحتوي عليه خزان الحبر، توجد مساحة صغيرة من أسطوانة القلم والغطاء بلون الحبر المقابل. يوجد ثقب صغير في جسم الأسطوانة يحافظ على نفس ضغط الهواء داخل القلم وخارجه. يتوفر القلم بالعديد من ألوان الحبر المختلفة، بدءًا من اللون الأزرق الكلاسيكي والأسود والأحمر والأخضر للمكاتب التقليدية، إلى اللون الوردي والأرجواني وغيرها من الألوان الحديثة والفنية. يتدفق الحبر السميك إلى الأسفل بسبب الحركة الشعرية من الأنبوب الموجود داخل البرميل، لتغذية الكرة، التي يمكن أن تدور داخل محمل نحاسي. في عام 1961، تم استبدال الكرة المصنوعة من الفولاذ المقاوم للصدأ في الأصل بكرة من كربيد التنجستن الأكثر صلابة. يتم تزجيجه أولاً بالحرارة، ثم يتم طحنه وطحنه بدقة تصل إلى 0.1 مكـم (3.9×10−6 بوصة) بين ألواح الغزل المطلية بمواد كاشطة للماس الصناعي. منذ عام 1991، تمت إضافة فتحة صغيرة إلى غطاء القلم المصنوع من مادة البولي بروبيلين لتقليل خطر الاختناق في حالة استنشاق الغطاء. يتم استخدام مادة البولي بروبيلين بدلاً من البوليسترين لأنه يمتص الصدمات بشكل أفضل، مما يقلل من فرصة تشقق القلم أو انقسامه إذا سقط على الغطاء.
أبعاد القلم هي 5 7⁄8 by 1⁄2 بوصة (14.9 سـم × 1.3 سـم) مع الغطاء، و 14.5 سـم × 0.7 سـم (5 11⁄16 بوصة × 1⁄4 بوصة) بدون الغطاء.

## المنتجات المنبثقة
في عام 2012، قامت (Bic) بتسويق منتج منبثق يسمى (Bic Cristal for Her). ومن المفترض أن القلم، المشابه للقلم الأصلي، مصمم خصيصًا للنساء، وتم بيعه باللونين الوردي والأرجواني. أثار المنتج الغضب والسخرية، حيث قالت مقدمة البرامج التليفزيونية ألين دي جينيريس "هل تصدق هذا؟ لقد كنا نستخدم الأقلام الرجالية طوال هذه السنوات،" وأطلقت الممثلة الكوميدية بريدجيت كريستي عنوان برنامجها في مهرجان إدنبرة لعام 2013 بعنوان (A Bic For Her). تلقى المنتج أيضًا العديد من تقييمات أمازون الساخرة. وفي عام 2017 تم إدراجه ضمن مجموعة متحف الفشل ‏.
في عام 2014، أصدرت (Bic) أداة كتابة جديدة تعتمد على الكريستال، وهو قلم معدل بطرف مطاطي مقابل قلم الحبر. هذا النموذج، المسمى (Cristal Stylus)، مخصص للاستخدام على شاشات اللمس. قام (Bic) بتمويل موقع ويب للترويج للقلم الذي قام بالاستعانة بمصادر خارجية لطابع محرفي جديد، يسمى تجربة الخط العالمي (Universal Typeface Experiment).

## روابط خارجية
- أقلام بيك.. قصة قلم رخيص أحدث ثورة في الكتابة على الجزيرة.نت
- مارسيل «بيك».. مخترع القلم الشهير على صحيفة الخليج